# Macgregoria
Macgregoria es un género de plantas con flores con dos especies pertenecientes a la familia Celastraceae.

## Taxonomía
El género fue descrito por  Ferdinand von Mueller y publicado en Fragmenta Phytographiæ Australiæ 8: 160. 1874. La especie tipo es: Macgregoria racemigera

## Especies
- Macgregoria racemigera
- Macgregoria racemosa